# 阿維·洛斯曼
阿維·洛斯曼（丹麥語：Arve Lossmann，1925年—），是丹麥退役男子羽球運動員。
阿維·洛斯曼贏得了1949年和1950年的丹麥羽球公開賽冠軍。在1950/1951賽季，他與克絲汀·桑代爾一起贏得了丹麥全國混合雙打冠軍。在同一賽季中，兩人在當時世界上最重要的全英羽球錦標賽中獲得亞軍。